# Matt Nathanson
Matt Nathanson (ur. 28 marca 1973 w Lexington w stanie Massachusetts) – amerykański artysta tworzący muzykę folkowo-rockową. Gra na gitarze akustycznej, często dwunastostrunowej. 
Jego cover piosenki Laid znalazł się na soundtracku do serii filmów American Pie, a same piosenki pojawiły się w części American Pie: Wesele oraz w American Pie: Wakacje.